# 6077 Messner
A 6077 Messner (ideiglenes jelöléssel 1980 TM) a Naprendszer kisbolygóövében található aszteroida. Zdenka Vávrová fedezte fel 1980. október 3-án.